# La Encina (Santa María de Cayón)
La Encina es una localidad del municipio de Santa María de Cayón (Cantabria, España). En el año 2020 contaba con 471 habitantes (INE). La localidad se encuentra situada a 85 metros de altitud sobre el nivel del mar y a 1,5 kilómetros aproximadamente de la capital municipal Santa María de Cayón. Presenta una cota máxima de 306 metros en el Alto de Carcabillo. 
La Encina es la localidad más pequeña del municipio, tanto por lo que se refiere al número de edificaciones como a la disposición de sus viviendas que, por lo general, se organizan en torno a la iglesia. Cuenta con ocho barrios principales: La Fuente, El Corro, La Iglesia, El Penalty, La Campanilla, San Julián, Ruedas y El Peñón. 
Es conocida por la iglesia de San Julián (construcción del siglo XVI), nombre que da honor a la fiesta que se celebra el 7 de enero en la localidad en devoción al mismo. Otra fiesta de interés de la localidad es la de San Ignacio de Loyola que se celebra todos los años el 31 de julio en conmemoración al mismo.
Otras edificaciones arquitectónicas destacadas son la casa montañesa con reloj de sol, el escudo de armas de Obregón y Alianzas, el molino de ruedas y el molino del Torrentero.
- Datos: Q5963240
- Multimedia: La Encina (Santa María de Cayón) / Q5963240